# ポール・ピアース
ポール・アンソニー・ピアース（Paul Anthony Pierce, 1977年10月13日 - ）は、アメリカ合衆国・カリフォルニア州オークランド出身の元プロバスケットボール選手。NBAのボストン・セルティックスなどで活躍した。ポジションは主にスモールフォワード。愛称は「the Truth (ザ・トゥルース) 」。

## 経歴
名門カンザス大学ジェイホークスのスターであったピアースはオールアメリカンの1stチームにも選出されドラフトの目玉選手であった。1998年のNBAドラフトで最も嫌いだったというボストン・セルティックスから全体10位指名を受けプロリーグ (NBA) 入りした。このとき上位3位以内は確実とも期待されていたが、本人も驚くほどの遅い指名順位であり、チームメイトでデンバー・ナゲッツから3位で指名されたレイフ・ラフレンツよりも遅い指名順位だった。ピアースがセルティックスを嫌っていた理由は、少年時代から大ファンであったロサンゼルス・レイカーズの当時のライバルチームだったからである。また10位まで順位が落ちてしまった要因として、ドラフト前のピアースに対する評価が高かったことに本人が気分を良くして、「SGではなくSFでプレーしたい」「サクラメントとトロントには行きたくない」などと発言したことが、スカウト陣の印象を悪くしたのではないかとされている。それでもピアースは気持ちを切り替え、ルーキーシーズンから、16.5得点、6.4リバウンド.2.4アシストという、高い数字を残し、オールルーキー1stチームに選出された。
3シーズン目の開幕前に、後述の刺傷事件により不安がよぎった。ところが驚異的な回復力で約1ヵ月後の開幕戦に復帰。さらには満身創痍ながら初の全82試合に先発出場し周囲を驚かせた。

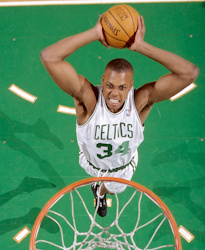
2000年1月21日

以降、ピアースはセルティックスの新たなフランチャイズプレーヤーへと成長していく。2002年のプレイオフには、ウォーカーとのコンビでチームをカンファレンスファイナルまで導き、ニュージャージー・ネッツ相手に死闘を演じた。2002,2003年にはオールNBAサードチームに選出された。また、NBAオールスターゲームにも、5回出場している。

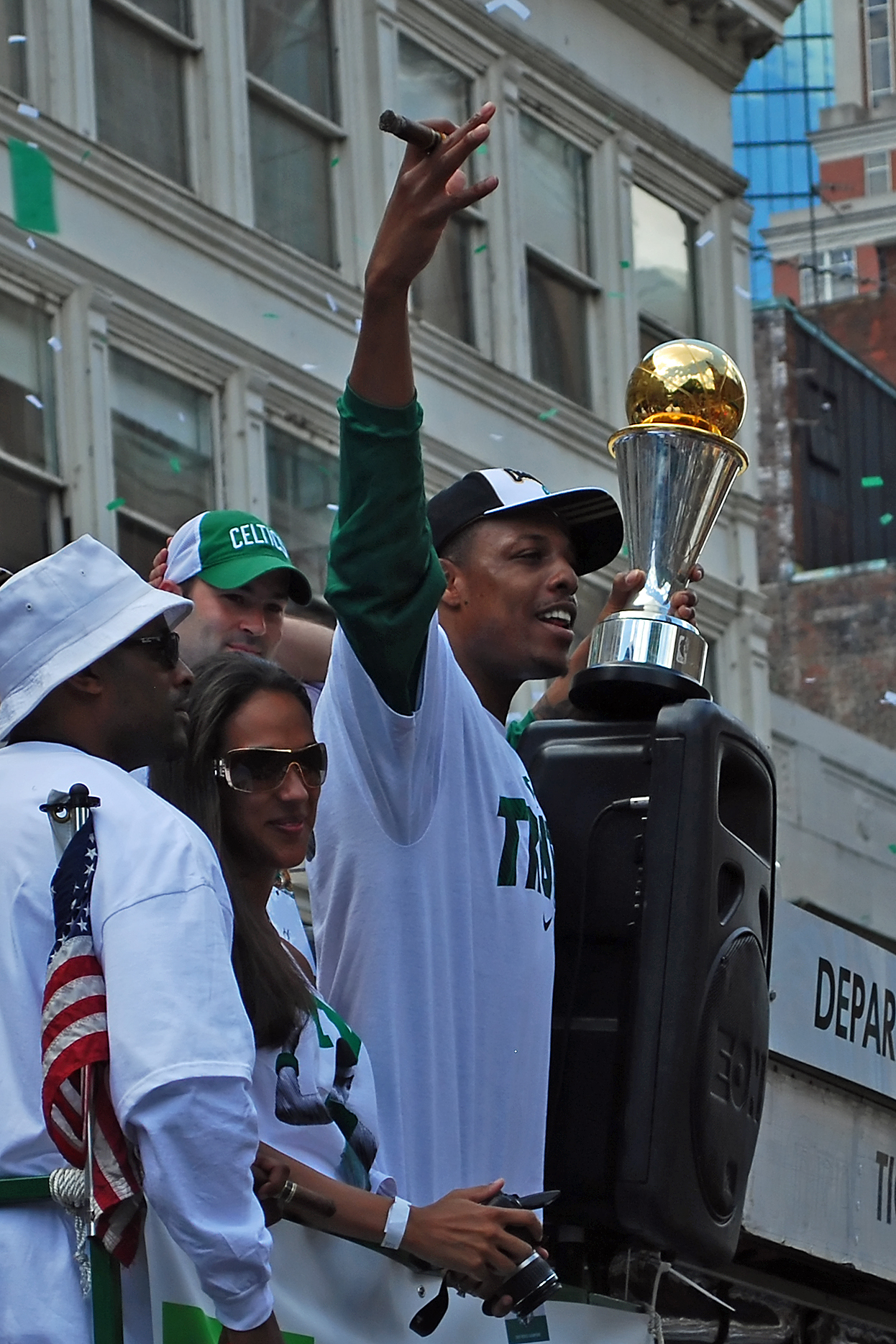
優勝パレードに参加するピアース 2008年

2003年以降は徐々にチーム成績が低下していき、何度もトレードが噂された。06-07シーズンにはオフに手術した左肘以外の新たなケガで長期欠場、さらにチームが20連敗をするなど、チームは泥沼状態に陥った。

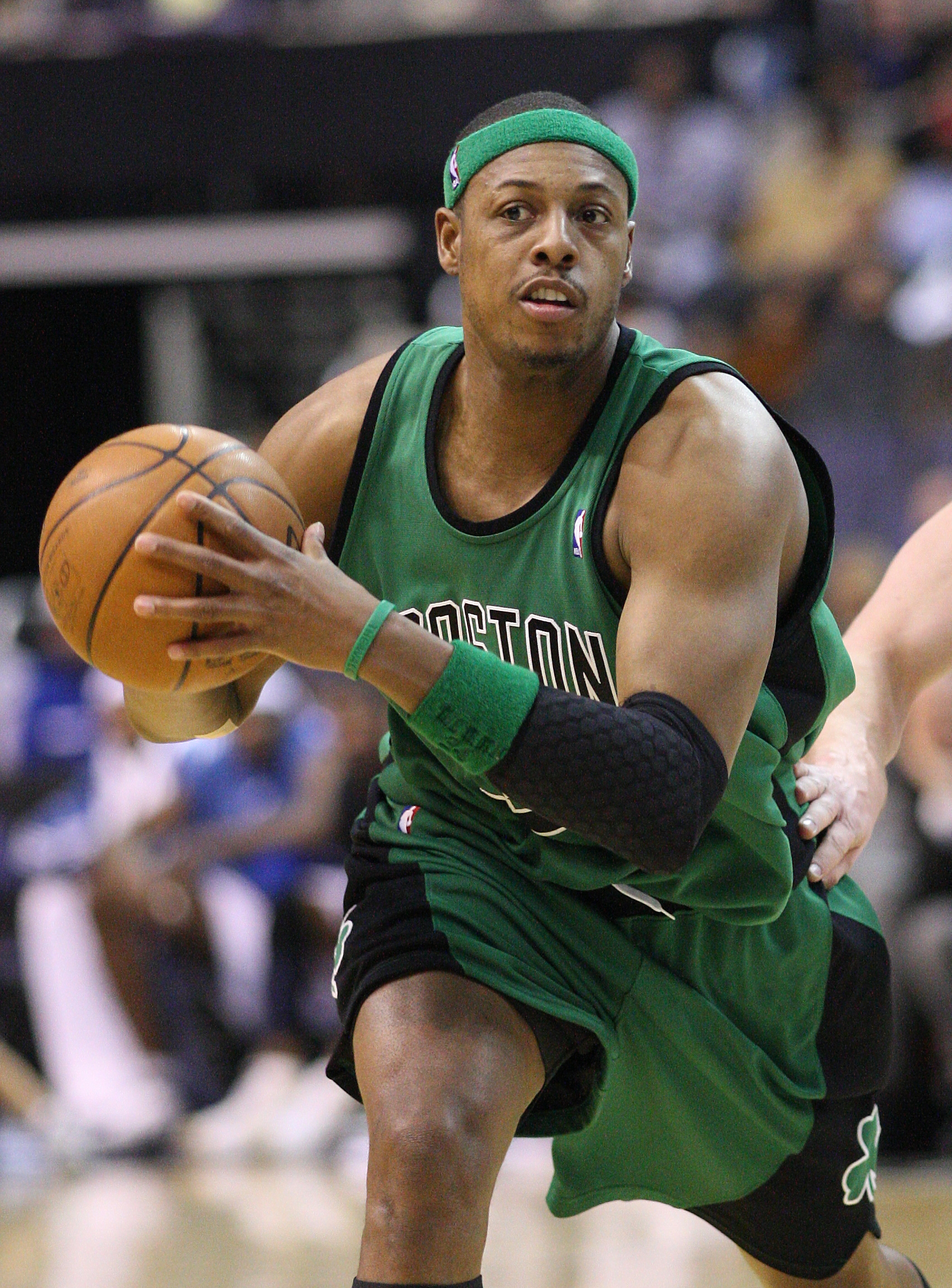
ピアース (2008年)

これまでピアースは劣悪なチーム状況の中にいるグッドプレーヤーの典型であったが、チームに対して補強を強く要求したことが功を奏し、チームが改革に乗り出した。リーグ屈指のシューターレイ・アレンに加え、ミネソタ・ティンバーウルブズで同じく苦汁を舐め続けたケビン・ガーネットまでが立て続けにセルティックス入りを果たし、リーグでも屈指のビッグスリーが形成された。2007-08シーズン、協調性を重んじる3人のスターは見事なパフォーマンスを見せ、レギュラーシーズンを全体1位通過すると、プレーオフでも順当に勝ち上がりNBAファイナルに進出。幼少時代から見てきたロサンゼルス・レイカーズとの古豪対決を制し、優勝を果たした。ファイナル第1戦に右膝を捻挫したものの、シリーズを通してチームを支えファイナル6戦で平均21.8得点、4.5リバウンド、6.3アシストの活躍でピアースはファイナルMVPの栄冠に輝いた。
2010年11月4日には、セルティックス史上では3人目となる通算2万得点を達成した。
2013年のNBAドラフト当日の6月28日、将来の2014年、2016年、2018年のドラフト1巡目指名権とクリス・ハンフリーズ、ジェラルド・ウォレス、クリス・ジョセフ、マーション・ブルックス、キース・ボーガンスとのトレードで、ケビン・ガーネット、ジェイソン・テリーとともに、ブルックリン・ネッツに移籍した。

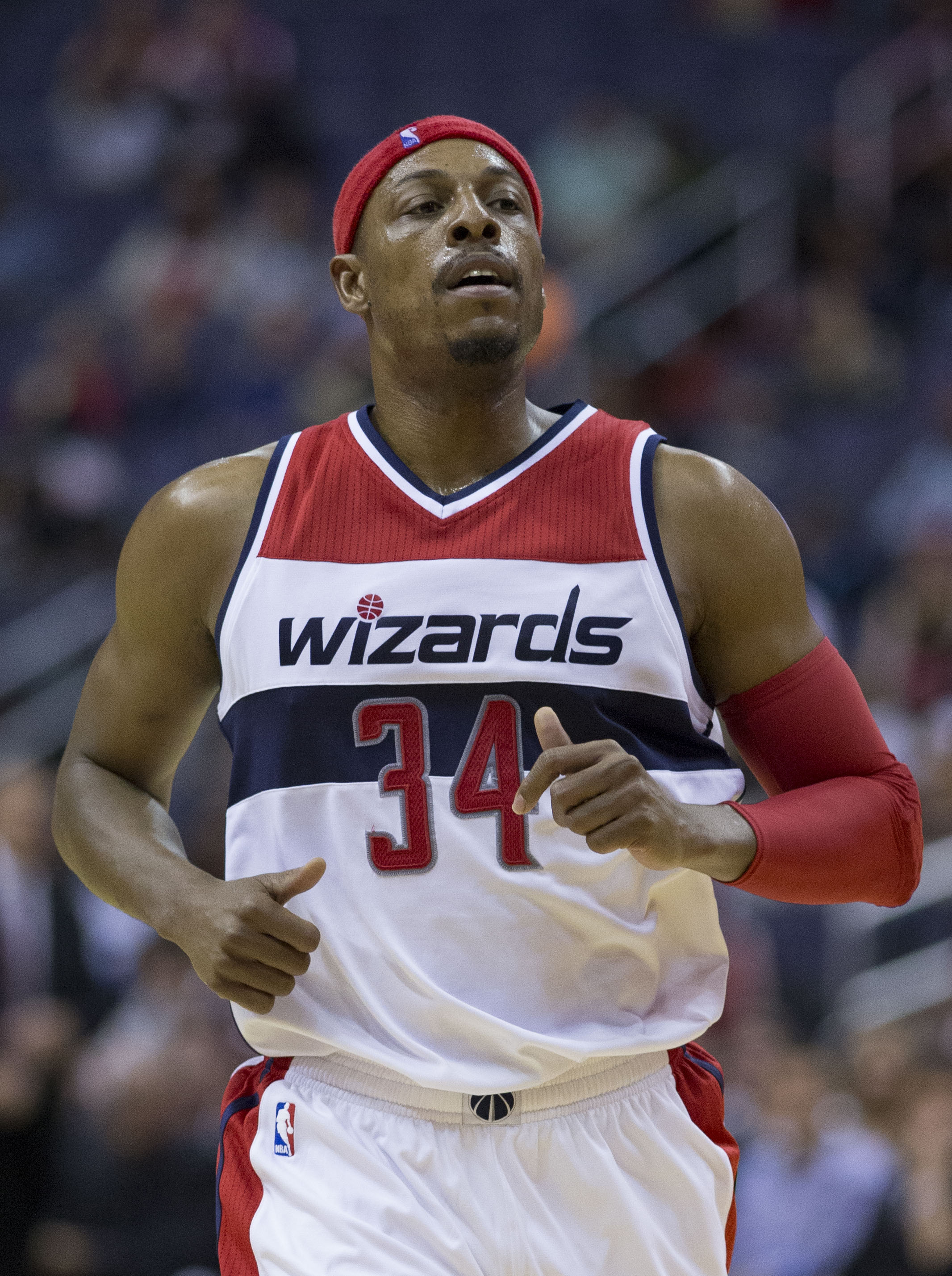
2014年のピアース

2014年7月17日、ワシントン・ウィザーズへの移籍を発表した。移籍が決まった際に、自身のフェイスブックにジョン・ウォールやバラク・オバマ大統領などに向けて「D.C.に来たぞ!!」と書き込み、喜びを表した。
2015年7月1日、ロサンゼルス・クリッパーズと3年1000万ドルで契約を結び、初めてアメリカ西海岸でプレーすることになった。しかし、クリッパーズ加入後は衰えが否めず、2015-16シーズンは自己最低の成績に終始し、2016-17シーズン限りでの引退を表明。2017年2月5日のTDガーデンでの古巣ボストン・セルティックス戦では先発で起用され、古巣のセルティックスファンから大歓声を受けた。そして4月30日、プレーオフ1回戦のユタ・ジャズとの第7戦にクリッパーズは91-104で敗れ、遂にピアースの19シーズンにわたる選手生活が終了した。

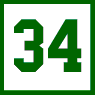
永久欠番

2017年7月17日、ボストン・セルティックスと1日契約を結んだ。同年8月17日、セルティックスはピアースが着用していた背番号『34』を2018年2月11日に永久欠番にすると発表した。セルティックスの選手としては23人目の永久欠番となった。

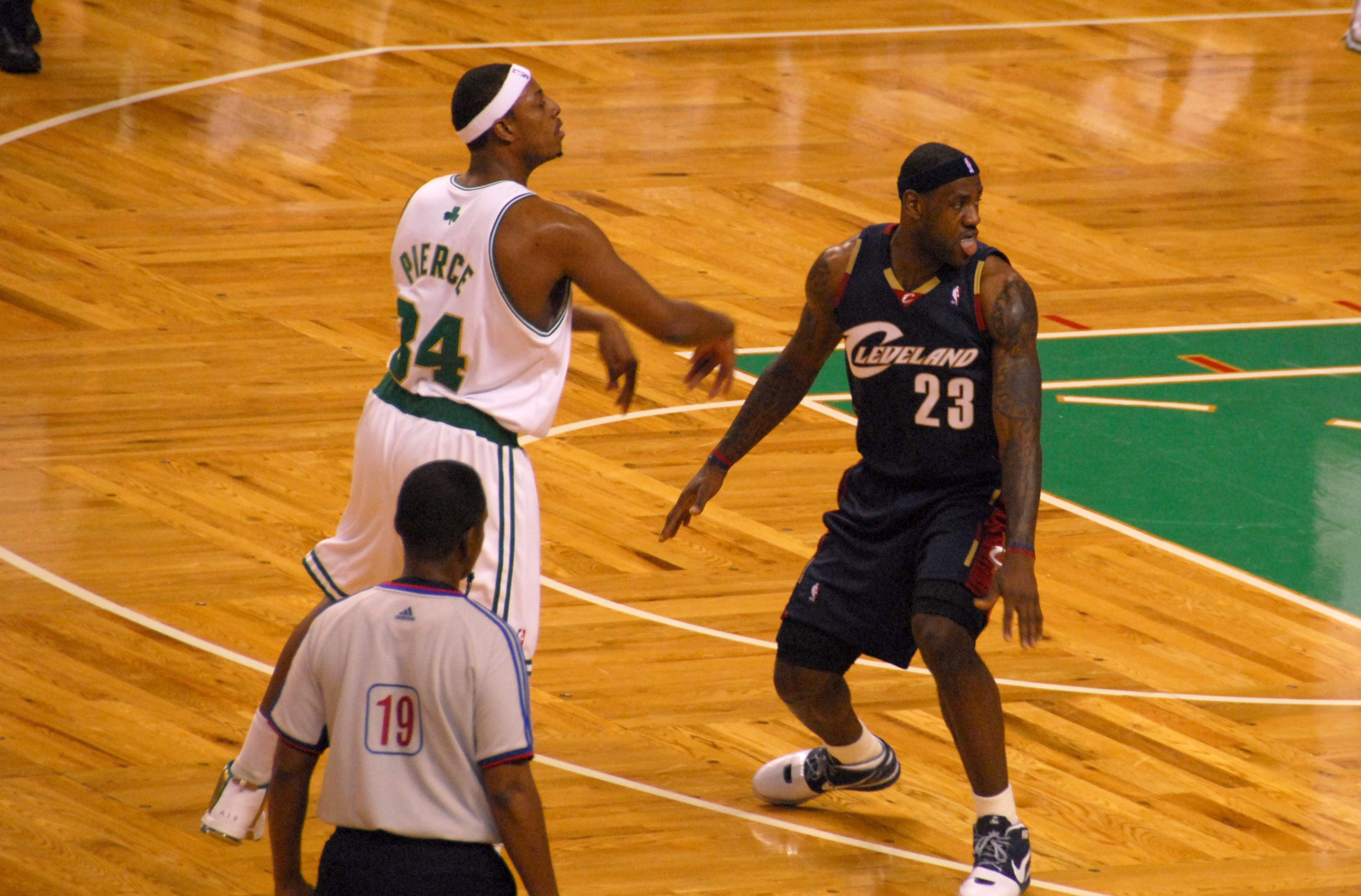
レブロン・ジェームズとマッチアップするピアース(2008年)

## NBA個人成績

### レギュラーシーズン
| シーズン     | チーム       | GP    | GS    | MPG  | FG%  | 3P%  | FT%  | RPG | APG | SPG | BPG | PPG  |
| ------------ | ------------ | ----- | ----- | ---- | ---- | ---- | ---- | --- | --- | --- | --- | ---- |
| 1998–99      | BOS          | 48    | 47    | 34.0 | .439 | .412 | .713 | 6.4 | 2.4 | 1.7 | 1.0 | 16.5 |
| 1999–2000    | BOS          | 73    | 72    | 35.4 | .442 | .343 | .798 | 5.4 | 3.0 | 2.1 | .8  | 19.5 |
| 2000–01      | BOS          | 82    | 82    | 38.0 | .454 | .383 | .745 | 6.4 | 3.1 | 1.7 | .8  | 25.3 |
| 2001–02      | BOS          | 82    | 82    | 40.3 | .442 | .404 | .809 | 6.9 | 3.2 | 1.9 | 1.0 | 26.1 |
| 2002–03      | BOS          | 79    | 79    | 39.2 | .416 | .302 | .802 | 7.3 | 4.4 | 1.8 | .8  | 25.9 |
| 2003–04      | BOS          | 80    | 80    | 38.7 | .402 | .299 | .819 | 6.5 | 5.1 | 1.6 | .7  | 23.0 |
| 2004–05      | BOS          | 82    | 82    | 36.1 | .455 | .370 | .822 | 6.6 | 4.2 | 1.6 | .5  | 21.6 |
| 2005–06      | BOS          | 79    | 79    | 39.0 | .471 | .354 | .772 | 6.7 | 4.7 | 1.4 | .4  | 26.8 |
| 2006–07      | BOS          | 47    | 46    | 37.0 | .439 | .389 | .796 | 5.9 | 4.1 | 1.0 | .3  | 25.0 |
| 2007–08      | BOS          | 80    | 80    | 35.9 | .464 | .392 | .843 | 5.1 | 4.5 | 1.3 | .5  | 19.6 |
| 2008–09      | BOS          | 81    | 81    | 37.5 | .457 | .391 | .830 | 5.6 | 3.6 | 1.0 | .3  | 20.5 |
| 2009–10      | BOS          | 71    | 71    | 34.0 | .472 | .414 | .852 | 4.4 | 3.1 | 1.2 | .4  | 18.3 |
| 2010–11      | BOS          | 80    | 80    | 34.7 | .497 | .374 | .860 | 5.4 | 3.3 | 1.0 | .6  | 18.9 |
| 2011–12      | BOS          | 61    | 61    | 34.0 | .443 | .366 | .852 | 5.2 | 4.5 | 1.1 | .4  | 19.4 |
| 2012–13      | BOS          | 77    | 77    | 33.4 | .436 | .380 | .787 | 6.3 | 4.8 | 1.1 | .4  | 18.6 |
| 2013–14      | BKN          | 75    | 68    | 28.0 | .451 | .373 | .826 | 4.6 | 2.4 | 1.1 | .4  | 13.5 |
| 2014–15      | WAS          | 73    | 73    | 26.2 | .447 | .389 | .781 | 4.0 | 2.0 | .6  | .3  | 11.9 |
| 2015–16      | LAC          | 68    | 38    | 18.1 | .363 | .310 | .818 | 2.7 | 1.0 | .5  | .3  | 6.1  |
| 2016–17      | LAC          | 25    | 7     | 11.1 | .400 | .349 | .769 | 1.9 | .4  | .2  | .2  | 3.2  |
| 通算         | 通算         | 1,343 | 1,285 | 34.2 | .445 | .368 | .806 | 5.6 | 3.5 | 1.3 | .6  | 19.7 |
| オールスター | オールスター | 10    | 0     | 13.6 | .456 | .188 | .727 | 2.6 | 1.8 | 1.2 | .1  | 9.6  |

### プレーオフ
| シーズン | チーム | GP  | GS  | MPG  | FG%  | 3P%  | FT%   | RPG | APG | SPG | BPG | PPG  |
| -------- | ------ | --- | --- | ---- | ---- | ---- | ----- | --- | --- | --- | --- | ---- |
| 2002     | BOS    | 16  | 16  | 42.0 | .403 | .288 | .764  | 8.6 | 4.1 | 1.7 | 1.3 | 24.6 |
| 2003     | BOS    | 10  | 10  | 44.5 | .399 | .356 | .863  | 9.0 | 6.7 | 2.1 | .8  | 27.1 |
| 2004     | BOS    | 4   | 4   | 40.5 | .342 | .294 | .839  | 8.8 | 2.5 | 1.3 | 1.0 | 20.8 |
| 2005     | BOS    | 7   | 7   | 39.6 | .505 | .259 | .868  | 7.7 | 4.6 | 1.9 | 1.4 | 22.9 |
| 2008     | BOS    | 26  | 26  | 38.1 | .441 | .361 | .802  | 5.0 | 4.6 | 1.1 | .3  | 19.7 |
| 2009     | BOS    | 14  | 14  | 39.7 | .430 | .333 | .842  | 5.8 | 3.1 | 1.1 | .4  | 21.0 |
| 2010     | BOS    | 24  | 24  | 38.8 | .438 | .392 | .824  | 6.0 | 3.4 | 1.0 | .6  | 18.8 |
| 2011     | BOS    | 9   | 9   | 38.1 | .459 | .447 | .882  | 5.0 | 2.8 | 1.3 | .4  | 20.8 |
| 2012     | BOS    | 20  | 20  | 38.9 | .386 | .310 | .894  | 6.1 | 3.1 | 1.5 | .9  | 18.9 |
| 2013     | BOS    | 6   | 6   | 42.5 | .368 | .268 | .897  | 5.7 | 5.3 | .8  | .5  | 19.2 |
| 2014     | BKN    | 12  | 12  | 30.7 | .465 | .358 | .781  | 4.5 | 2.0 | 1.2 | .3  | 13.7 |
| 2015     | WAS    | 10  | 10  | 29.8 | .485 | .524 | .850  | 4.2 | .9  | .6  | .7  | 14.6 |
| 2016     | LAC    | 5   | 1   | 10.8 | .167 | .200 | .850  | 1.2 | .2  | .4  | .0  | 1.2  |
| 2017     | LAC    | 7   | 0   | 14.4 | .444 | .400 | 1.000 | 2.0 | .9  | .3  | .0  | 3.0  |
| 通算     | 通算   | 170 | 159 | 36.6 | .423 | .355 | .830  | 5.8 | 3.4 | 1.2 | .6  | 18.7 |

## 刺傷事件
ピアースはプロ入りデビュー3年目を目前にした2000年9月25日、ロサンゼルスのクラブにおいて、暴漢に襲われ瀕死の重傷を負うという惨事に巻き込まれた。その場に居合わせたトニー・バティが救出したものの、ガラスの瓶で頭を殴られ、顔、首、背中など全身11ヶ所を刺されるなどして病院に運ばれ、緊急手術を受けた。肋骨に受けた刺し傷は肺までわずか1インチ足らずのところまで達していたそうである。ところが、そのわずか3日後に退院をし、驚異的な精神力と回復力で約1ヵ月後の開幕戦に復帰を間に合わせた。さらに満身創痍ながらも、チーム唯一の全82試合に先発出場を果たし、周囲を大いに驚かせた。また、アントワン・ウォーカーを上回る平均25.3得点を挙げ、チームのリーディングスコアラー選手に急成長した。

## その他の雑記
アメリカ (NBA) で成功するには「メンタル・トレーニングと一貫性」が不可欠だとピアースは語る。ウィザーズに移籍してから、ジョン・ウォールやブラッドリー・ビールといった若手選手たちに、こんなアドバイスを与えていたという。「決断しろ。お前は "Good" になりたいのか、それとも "Great" になりたいのか? もしグレイトになりたいのであれば、気が向いたらだけでなく、毎日やるべきことをやれ」。
カリフォルニア出身のピアースは、幼少の頃はレイカーズのファン。地元カリフォルニアの家族や友人の前でバスケットをするのは夢だったと話しながらもレイカーズではなくクリッパーズ (両チーム共にカリフォルニア・ロサンゼルスが球団本拠) と契約した。長年セルティックスでプレイしていたため、レイカーズ (セルティックスとは往年からのライバル・チーム) でするのは「絶対無理」だったそうである。
引退後もボストンを中心に活動し、2023-24シーズンのセルティックス優勝の後に行われた優勝パレードに、ピアースも参加した。

## 受賞歴
- NBAチャンピオン (2008)
- NBAファイナルMVP (2008)
- 10× NBAオールスター (2002-2006, 2008-2012)
- オールNBAセカンドチーム (2009)
- オールNBAサードチーム (2002-2003, 2008)
- NBAオールルーキー・ファーストチーム (1999)
- NBAスリーポイントコンテスト優勝 (2010)
- NBA75周年記念チーム
- No. 34 ボストン・セルティックス永久欠番
- オールアメリカン・コンセンサスファーストチーム (1998)
- オールBig 12ファーストチーム (1998)
- オールBig 12サードチーム (1997)
- 2× Big 12トーナメントMVP (1997, 1998)
- No. 34 カンザス・ジェイホークス永久欠番
- マクドナルド・オール・アメリカン (1995)
- パレード誌オールアメリカン・セカンドチーム (1995)
- カリフォルニア州ミスター・バスケットボール (1995)